# Protapanteles liparidis
Protapanteles liparidis är en stekelart som först beskrevs av Bouche 1834.  Protapanteles liparidis ingår i släktet Protapanteles och familjen bracksteklar. Arten är reproducerande i Sverige. Inga underarter finns listade i Catalogue of Life.